# Potoci (Pljevlja)
Pour les articles homonymes, voir Potoci.
Potoci (en serbe cyrillique : Потоци) est un village du nord du Monténégro, dans la municipalité de Pljevlja.

## Démographie

### Évolution historique de la population
| 1948 | 1953 | 1961 | 1971 | 1981 | 1991 | 2003 |
| ---- | ---- | ---- | ---- | ---- | ---- | ---- |
| 255  | 249  | 275  | 258  | 238  | 200  | 127  |